# Altopascio
Altopascio /ˌalto'paʃo/ je italské město v toskánské provincii Lucca, 18 km východně od hlavního města. Má rozlohu 28,7 km² a v roce 2011 zde žilo 15 047 obyvatel. Ve středověku zde sídlil Řád sv. Jakuba z Altopascio.

## Okolní obce
Bientina (PI), Capannori, Castelfranco di Sotto (PI), Chiesina Uzzanese (PT), Fucecchio (FI), Montecarlo, Porcari

## Vývoj počtu obyvatel
Počet obyvatel

## Partnerská města
- El Perelló Španělsko
- Saint-Gilles, Francie